# Gabe Amo

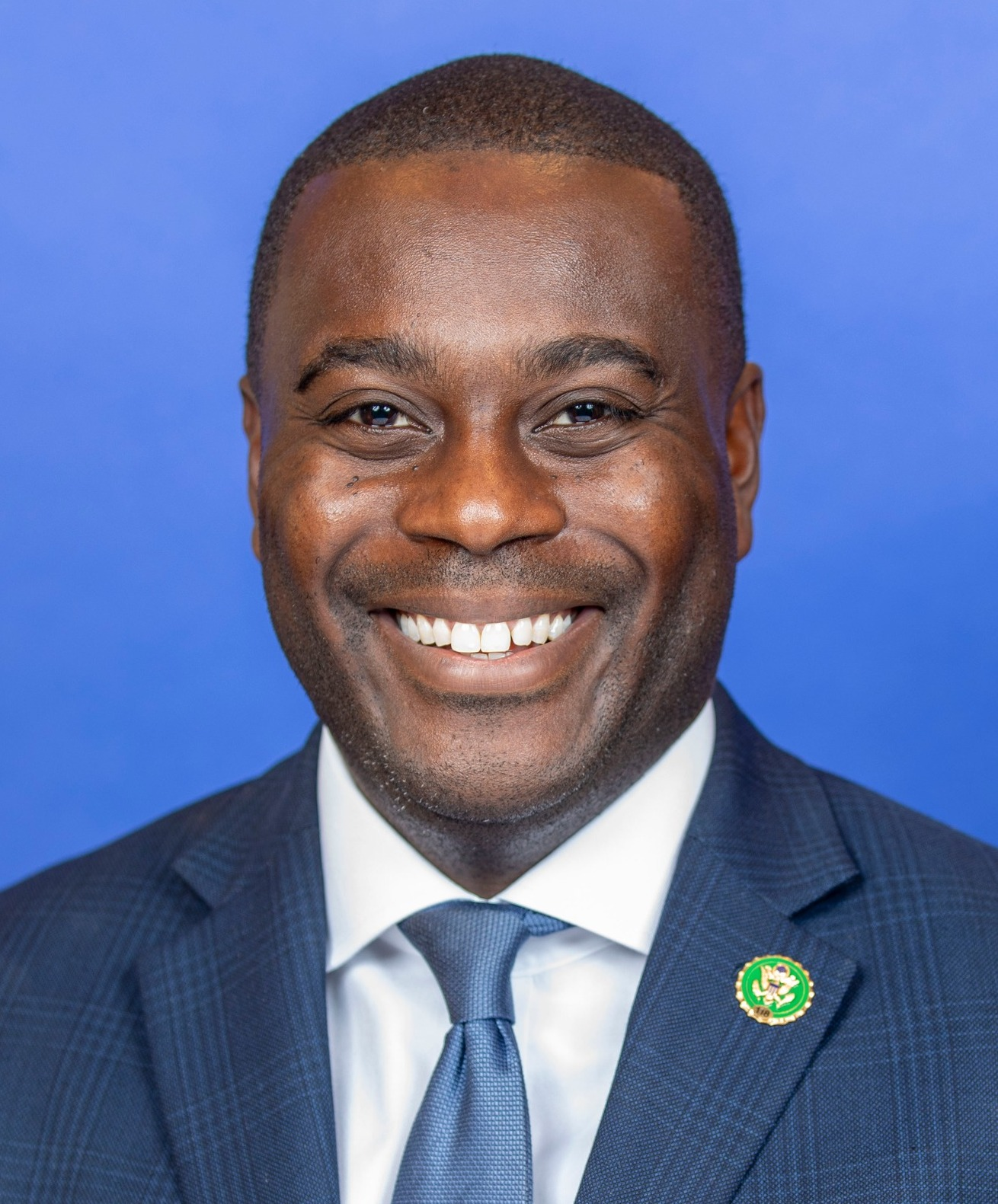
Offizielles Porträt, November 2023

Gabriel „Gabe“ Felix Kofi Amo (* 11. Dezember 1987 in Pawtucket, Rhode Island) ist ein US-amerikanischer Politiker der Demokratischen Partei. Er wurde am 7. November 2023 in einer Nachwahl für den 1. Kongresswahlbezirk von Rhode Island in das US-Repräsentantenhaus gewählt und trat das Amt am 13. November 2023 an.

## Leben
Amo wuchs in Pawtucket, Rhode Island auf und besuchte dort die High School. Seine Eltern stammen aus Ghana und Liberia und immigrierten in die USA. Er erwarb eine Bachelor am  Wheaton College in Norton, Massachusetts als Stipendiat und studierte mit einem Marshall Scholarship an der Universität Oxford. Amo engagierte sich während seines Studiums in den Wahlkämpfen von Sheldon Whitehouse für den US-Senat 2006 und in Barack Obamas Präsidentschaftswahlkampf 2008. In der Wiederwahlkampagne 2012 nahm er eine herausgehobenere Position ein, nachdem er zuvor bereits für die Obama-Administration gearbeitet hatte. Als Berater der damaligen Gouverneurin von Rhode Island und späteren Handelsministerin, Gina Raimondo, war er daraufhin mit der Kontaktpflege zu lokalen Behörden, Unternehmen und Glaubensgemeinschaften in Rhode Island betraut und fungierte 2018 als Berater im dortigen  Gouverneurswahlkampf. Im Präsidentschaftswahlkampf 2020 arbeitete er schließlich als Stratege und Programmberater im Wahlkampfteam Joe Bidens, bevor er stellvertretender Direktor im White House Office of Intergovernmental Affairs wurde.

## Politik
Der 1. Kongresswahlbezirk in Rhode Island wurde mit dem Rücktritt des bisherigen Amtsinhabers David Cicilline am 1. Juni 2023 vakant. Amo bewarb sich daraufhin erstmals für ein gewähltes Amt. In der Vorwahl der Demokratischen Partei mit zwölf Kandidaten erreichte Amo mit 32,5 % das beste Ergebnis. In der allgemeinen Wahl trat er am 7. November 2023 gegen den Republikaner Gerry Leonard an und gewann die Wahl mit 64,7 % der abgegebenen Stimmen. Am 13. November wurde er offiziell vereidigt. Er war damit der erste Afroamerikaner, der Rhode Island im Kongress der Vereinigten Staaten vertrat.
In der Vorwahl zur folgenden Kongresswahl 2024 hatten weder Amo, noch der Republikaner Allen R. Waters Gegenkandidaten.  Er wurde in der Hauptwahl gegen Waters mit 63,2 % wiedergewählt. Seine laufende Legislaturperiode in dem Repräsentantenhaus des 119. Kongresses endet am 3. Januar 2027.